# Эовин
Э́овин (др.-англ. Éowyn, также Йовин, Эовюн) — персонаж легендариума Дж. Р. Р. Толкина, один из центральных персонажей трилогии «Властелин колец». Внучка роханского короля Тенгеля, племянница короля Теодена, сестра Эомера Эадига. Жена наместника Гондора Фарамира. Мать Эльборона, бабушка Барахира.

## Роль в сюжете «Властелина колец»
Эовин была племянницей короля Теодена и младшей сестрой Эомера. Ей было всего 7 лет, когда её отца убили орки, а мать умерла от тоски и печали. Эовин и Эомер были воспитаны дядей как родные дети. Эовин мечтала о подвигах и воинской славе, но ей, как женщине, этот путь был закрыт. Грима Червеуст, влюблённый в неё, пытался добиться её, но она отвергала его. Грима рассчитывал получить её в награду за помощь Саруману, но его планы нарушил приход Гэндальфа, Червеуст был изгнан.
Эовин влюбилась в Арагорна, но тот отказал ей, храня верность Арвен. Также Арагорн сказал ей, что её миссия — в служении людям, а не на поле брани. Ей было поручено управление страной в отсутствие короля Теодена. Но, как говорила сама Эовин, более всего она не хотела оказаться в «золочёной клетке».
Когда Рохан собрал войска для помощи Гондору, она облачилась мужчиной под именем Дернхельм (Dernhelm) («дерн» в древнеанглийском означает «скрытый», «секретный»), участвовала в битве на Пеленнорских Полях на своём коне Виндфола и взяла с собой Мериадока Брендибака, которому Теоден отказал в участии в битве.
Во время битвы после ранения Теодена она сразилась с Королём-чародеем Ангмара, самым могущественным из 9 Назгулов и их предводителем. Согласно давнему пророчеству Глорфинделя, Король-чародей не мог быть сражён рукой смертного мужа (или «мужчины»), о чём он сам сказал ей перед поединком. В ответ она сняла шлем и показала, что она женщина. Назгул поверг её на землю, но всё же она вместе с Мериадоком поразила врага. Король-чародей развоплотился с криком боли.
Имрахиль, князь Дол Амрота, обнаружил её на поле боя и доставил в госпиталь, где её вылечил Арагорн. Вскоре она встретила Фарамира, который полюбил её, и ответила на его любовь. Её мировоззрение также изменилось, она теперь видела себя не воином, а целительницей, свободной от ненависти и полной лишь любви ко всему живому.
После победы над Сауроном Эовин с Фарамиром поженились и жили в Итилиэне. У них был сын по имени Элборон и внук Барахир, который написал «Историю об Арвен и Арагорне».

## Характеристика
Эовин была красивой, стройной и изящной девушкой, с длинными золотыми волосами и серыми глазами. Её характер был идеалистический, воодушевлённый, смелый и высокоморальный, в то же время она была очень одинока, жертвуя время на уход за своим дядей Теоденом. В конечном итоге ей на краткий миг пришлось стать женщиной-воином.
При первом появлении Эовин в книге Толкин описывает её так: «Суров и задумчив был её взор; на конунга она глядела с безнадежной грустью. Лицо её сияло красотой; золотистая коса спускалась до пояса; стройнее березки была она, в белом платье с серебристой опояской; нежнее лилии и твёрже стального клинка — кровь конунгов текла в её жилах». Сначала героиня предстаёт нам холодной, не женственной, но прелестной, ясной и строгой. Также она чиста сердцем и не ведает страха. Она была назначена Теоденом на роль наместницы Эдораса по желанию народа. Эовин всегда хотела поступать «по своей воле», жить как воин и снискать славы, она боялась «жить в золотой клетке», в которой и провела многие годы. Она гордая, и говорит о себе: «Я не служанка, я царевна». Эовин поступает так, как считает правильным и необходимым, никому не позволяя влиять на свои решения. Эовин стремилась испытать себя, бросить вызов жизни, обществу. Она упорно добивается своей цели, она хочет действовать, безделье и пассивное ожидание — не для неё.
Эовин внимательная хозяйка, которая не обделит вниманием ни одного гостя в доме. Эовин ненавидит, когда к ней проявляют жалость. Она мечтала разделить славу Арагорна и стать его владычицей, чтобы сиять как светило на небесах над простыми смертными, однако в итоге выбрала путь любви и стала целительницей.

## Этимология имени
Хотя в большинстве переводов на русский язык имя транслитерируется как Эовин в соответствии с принципами романизации имён языков Средиземья Дж. Р. Р. Толкина, в оригинале оно должно произноситься исключительно как Эовюн, поскольку, согласно Приложению E «Властелина колец», фонема «y» в роханских (то есть древнеанглийских) именах и топонимах следует произносить как французскую u или немецкую ü.
Скорее всего, имя состоит из двух древнеанглийских корней — éo (лошадь) и wyn (радость), так как древнеанглийский фактически играл роль рохиррика, языка рохиррим в толкиеновском Легендариуме.
В некоторых переводах «Властелина колец» употребляется имя Эовина или Йовин вместо Эовин.
Ее прозвища: Белая Дева Ристании, а также Белая Леди Рохана и Белая Дева Итилиэна, в войске Теодена назвалась Дернхельмом.

## Концепт и создание
Изначально Толкин хотел поженить Арагорна и Эовин, однако позже передумал, потому что Арагорн был несколько высокомерен и не подходил ей по возрасту. Он также раздумывал насчет того, чтобы сделать Эовин и Эомера близнецами, а также сделать так, чтобы после её смерти Арагорн до конца жизни сожалел, что не женился на ней.

## Литературная биография
Эовин родилась в 2995 г. Третьей Эпохи. Её отец Эомунд, маршал Рохана, погиб в 3002 году Т. Э., а мать — Теодвин, сестра короля Рохана Теодена — вскоре заболела и умерла. Жила со своим дядей Теоденом в столице Рохана — Эдорасе.

### Участие в Войне Кольца
Во время событий Войны за Кольцо Эовин была назначена своим дядей на место хранительницы Эдораса (на время похода рохиррим на Саурона). Впоследствии, выдав себя за воина Дернхельма, тайно примкнула к роханскому войску, идущему на помощь Гондору, и участвовала в Пеленнорской битве.
Именно Эовин и оруженосец Теодена хоббит Мерри во исполнение древнего пророчества сразили предводителя назгулов, но сама была тяжело ранена. В госпитале Минас Тирита познакомилась с сыном наместника Гондора Дэнетора II, Фарамиром и вскоре стала его женой и княгиней Итилиэна.

## Эпонимия
В 2024 году в честь Эовин был назван новый реликтовый вид пещерных моллюсков Idiopyrgus eowynae.